# Herlinde Koelbl
Herlinde Koelbl (31 de octubre de 1939) es una fotógrafa, autora y documentalista alemana.
Su trabajo integral se caracteriza sobre todo por proyectos fotográficos a largo plazo, a menudo complementados por entrevistas. Ella está interesada particularmente en crear retratos de ambientes y personas. Herlinde Koelbl ha recibido varios premios por su trabajo fotográfico, como el Premio Dr. Erich Salomon en 2001. Desde 2009, ha trabajado regularmente como autora y fotógrafa para la revista ZEIT, en la columna "Lo que me salvó".

## Biografía
Herlinde Koelbl nació en Lindau en Lago Constance, Alemania, en 1939, donde creció. En 1975, descubrió su amor por la fotografía y aprendió las técnicas de forma autodidacta.
Enseñó y dio conferencias en la Parsons School de Nueva York, en la Universidad de Shanghái, China, en la Universidad de las Artes, Sídney, en la Escuela de Arte para Fotografía, Viena, y en los Rencontres Internationales de la Photographie, Arlés.
Sus trabajos se encuentran en varias colecciones privadas y permanentes, en el Museo de Bellas artes, Houston, Bibliothèque Nationale, París, Museo Ludwig, Colonia, huis Marseille, stichting voor fotografie, Ámsterdam, y en el Museo judío, Fráncfort del Meno.
Koelbl vive entre Múnich y Berlín. Es miembro honorario del DGPh, BFF sala de fama.

## Carrera
En 1976 comenzó a trabajar como fotógrafa freelance, para diarios como el The New York Times, Stern, Die Zeit, entre otros. Ya en 1980 publicó su primer fotolibro El Salón alemán. Creó su típico enfoque de trabajo al fotografiar metódicamente una serie completa de imágenes, mostrando un amplio espectro de la sociedad. Su primer éxito conocido internacionalmente fue Retratos judíos en 1989, donde fotografió y habló con 80 judíos germano parlantes que sobrevivieron a la Shoa. Con este libro estableció su estilo personal, el cual mantuvo en la mayoría de los libros siguientes. No solo tomó los retratos, sino que también entrevistó a los retratados y añadió las entrevistas al libro. Los rastros de poder es hasta ahora uno de sus trabajos más célebres. Fotografió, filmó y entrevistó a 15 personalidades de la política y los negocios de 1991 a 1998, entre ellos la canciller Angela Merkel, el excanciller Gerhard Schröder y el exministro de asuntos exteriores Joschka Fischer. El proyecto fue publicado en 1999 y la película documental con el mismo nombre ganó el Deutscher Kritikerpreis y fue nominada al premio Grimme. La exposición fue exhibida en numerosos museos, entre ellos el Deutsches Historisches Museum de Berlín, la Haus der Kunst de Múnich y la Haus der Geschichte en Bonn, así como en Art Frankfurt 2002. La canciller Angela Merkel dio el discurso de apertura en el premiere del espectáculo en la Haus der Kunst en Múnich.
Herlinde Koelbl publicó más de 20 libros, varias películas documentales y ganó numerosos premios. En 2009 tuvo lugar su primer gran retrospectiva en la Martin Gropius Bau de Berlin.

## Publicaciones selectas
- - 2014: Targets. Prestel, Munich, ISBN 978-3-7913-4974-9[9]
  - 2012: Kleider machen Leute (clothes make the man). Hatje Cantz Verlag, Ostfildern, ISBN 978-3-7757-3387-8
  - 2009: Mein Blick. (My View) Steidl Verlag, Göttingen, ISBN 978-3-86521-976-3
  - 2007: HAIR. Hatje Cantz Verlag, Ostfildern, ISBN 9783775720298
  - 2002: Bedrooms: London, Berlin, Moscow, Rome, New York, Paris. Knesebeck, Munich, ISBN 3-89660-140-7.
  - 1999: Spuren der Macht. (Traces of Power) Die Verwandlung des Menschen durch das Amt. Eine Langzeitstudie. Knesebeck, Munich, ISBN 3-89660-057-5.
  - 1989: Jüdische Portraits (Jewish Portraits): Photographien und Interviews. S. Fischer, Frankfurt a. M., ISBN 3-10-040204-9.
  - 1984: Männer (Men). Bucher, Munich, ISBN 3-7658-0462-2.

## Documentales/Videoinstalaciones
- Spuren der Macht – Die Verwandlung des Menschen durch das Amt. (rastros de poder), (ARD, 1999; 90min)
- Rausch und Ruhm (rubor y fama) (ARD, 2003). Documental sobre la abstinencia de drogas de Benjamin von Stuckrad-Barre[10]
- Die Meute – Macht und Ohnmacht der Medien. (WDR, 2001)[5] (El paquete)
- Goldmund
- Refugiados
- 7 pantallas

## Premios (selección)
Herlinde Koelbl recibió el Premio Dr. Erich Salomon en 2001, el Corine international book award en 2010, la Cruz Federal alemana de Mérito en 2009, la Goldene Kamera en 2000 y la medalla de excelencia Leica en 1987.

## Exposiciones (selección)
- 2018: Belvedere, Viena, Austria: Envejeciendo con orgullo[11]
- 2017: ONU-Headquarter, Nueva York, EE. UU.: Refugiados[12]
- 2016: Museo für Gestaltung Zúrich, Suiza, Toni Areal: Objetivos[13]
- 2015: Ludwiggalerie Schloss Oberhausen, Alemania: HERLINDE KOELBL. El Salón alemán, Rastros de poder, Cabello y otras cosas humanas– fotografía de 1980 a hoy.[14]
- 2014: Museo Histórico alemán, Berlín, Alemania: Objetivos[15]
- 2014: Bundeskunsthalle, Bonn, Alemania: Objetivos.[16]
- 2012: Museo Alemán de la Higiene, Dresde, Alemania: La ropa hace a los hombres[17]
- 2011: Osram Art Projects, Siete Pantallas, Múnich, Alemania: Me encantaste con una mirada de tus ojos (videoinstalación)[18]
- 2010: Münchner Stadtmuseum, Múnich, Alemania: Mi vista 1976–2010.[19]
- 2010: Museo Estatal para Arte e Historia Cultural, Oldenburg, Alemania: Herlinde Koelbl – Eine Werkschau – Fotografien 1976–2009.
- 2009: Martin-Gropius-Bau, Berlín, Alemania: Herlinde Koelbl – Fotografías.
- 2007: Museo für Kunst und Gewerbe (Museo de artes y oficios), Hamburgo, Alemania: Cabello 2003: Haus der Geschichte, Bonn. Alemania: El paquete: Poder e impotencia de los medios de comunicación.
- 2000: Haus der Geschichte, Bonn: Rastros de poder: La transformación del hombre a través la oficina.
- 1989: Spertus Museum, Chicago, EE.UU., Retratos judíos